# Cesare Pugni
Cesare Pugni (Genova, 31 maggio 1802 – San Pietroburgo, 26 gennaio 1870) è stato un compositore italiano, autore di balletti, opere e musica strumentale.
Fu anche un valente pianista e un virtuoso violinista. È soprattutto famoso per essere stato il compositore di musica da balletto per l'His Majesty's Theatre a Londra e per i balletti dei teatri imperiali di San Pietroburgo in Russia.
Collaborò con alcuni coreografi di fama internazionale, quali Arthur Saint-Léon, Jules Perrot e Marius Petipa, arrivando a creare le musiche di circa 312 balletti originali. Fu il più prolifico compositore di musica per balletto mai vissuto. Dei balletti originali per i quali scrisse la musica i più noti sono Ondine (1843), La Esmeralda (1844), il Grand pas de quatre (1845), Caterina, la figlia del bandito (1846), La figlia del faraone (1862) e Il cavallino gobbo (1864).
Compose anche pezzi da inserire entro balletti firmati da più compositori, come il Passo a Sei de La vivandière (noto anche come Markitenka) (1844); il Grand pas de deux dal Carnevale di Venezia (1859) e alcuni pezzi aggiunti per Le corsaire (circa 1856, 1863).
Quasi ogni grande ballerina del periodo romantico, da Marie Taglioni a Fanny Cerrito, Lucile Grahn, Fanny Elssler, Carlotta Grisi e Carolina Rosati ha realizzato la maggior parte dei propri trionfi interpretando balletti coreografati sulla musica di Pugni.

## Biografia

### Milano
Nato a Genova, si trasferì ben presto a Milano, dove il padre Filippo, noto orologiaio, aveva il negozio.
Iniziò a prendere lezioni private di musica da giovanissimo attirando l'attenzione di Peter Winter, che lo prese sotto la propria ala protettrice e lo aiutò per l'iscrizione al Conservatorio Reale di musica di Milano all'età di tredici anni. Al conservatorio studiò con Bonifazio Asioli (1769-1832) per la composizione e il contrappunto; con Alessandro Rolla (1757-1841), il maestro di Niccolò Paganini, per il violino e con Carlo Soliva (1792-1851) per la teoria musicale.
Fin da giovane ebbe la possibilità di comporre per i balletti e le opere che venivano rappresentati al Teatro alla Scala o al teatro ausiliario de La Cannobiana.
Debuttò alla Scala come compositore nel 1826 con il balletto Elerz e Zulmida creato per il Maestro di balletto Louis Henry. Poiché il lavoro ebbe un grande successo, Henry gli commissionò altre tre composizioni e Pugni divenne in breve molto ricercato dai coreografi del tempo quali Salvatore Taglioni e Giovanni Galzerani.
Nonostante questi successi nel campo della danza, il vero sogno di Pugni era di diventare un compositore di opera. Debuttò nel 1831 con Il disertore svizzero al Teatro La Cannobiana, cui seguì La vendetta con Clorinda Corradi e Domenico Donzelli. Entrambe le opere riscossero un notevole successo. In questo periodo si fece anche notare per le sue sinfonie. Giacomo Meyerbeer lo portò ad esempio come grande virtuoso nella composizione.
Questi successi lo portarono a diventare maestro cembalista nel 1832 e poi, a seguito della morte di Vincenzo Lavigna, direttore musicale della Scala.

### Parigi
Nonostante il successo iniziale, a soli due anni dall'insediamento alla Scala, Pugni venne licenziato a causa, pare, di uno scandalo dovuto ad appropriazione indebita di fondi. Il musicista aveva una nota passione per il gioco e l'alcool, vizi che lo riempirono di debiti. All'inizio del 1834 Pugni fuggì da Milano e dai suoi creditori.
Con moglie e figli, espatriò a Parigi, dove visse in povertà alla ricerca disperata di un impiego. Ritrovò a Parigi un vecchio amico, il compositore italiano Vincenzo Bellini, che in quel periodo stava montando, per il Théâtre-Italien, la sua opera I puritani e nel contempo stava preparando una versione speciale del lavoro per il Teatro di San Carlo a Napoli. Il ruolo di soprano per Napoli doveva venire rivisto per adattarsi al talento vocale della prima donna Maria Malibran e poiché la produzione parigina del lavoro faceva notevoli pressioni su Bellini, egli chiamò Pugni per copiare le parti della partitura che sarebbero state presentate a Napoli senza alcun cambiamento. Pugni lo fece ma fece anche una seconda copia della partitura completa e poi vendette il manoscritto al Teatro di San Carlo a un prezzo molto alto. Immediatamente venne comunicato a Bellini che, a seguito dell'acquisto di una copia ufficiale della partitura, non vi era più bisogno dei suoi servigi a Napoli. Bellini fu scioccato perché non solo aveva dato cinque franchi per il lavoro di copisteria a Pugni ma lo aveva anche aiutato in tutti i modi, dandogli vestiti e prestandogli soldi.
Nel 1836 Pugni ricevette da Louis Henry, il coreografo di tante sue partiture per balletto, la proposta di comporre la musica per il balletto Liacone del Teatro San Carlo di Napoli. Pugni accettò e andò a Napoli. Dopo poco Henry morì di colera così nel 1837 Pugni tornò a Parigi dove dovette accontentarsi di fare il copista per l'Opéra fino al 1843. Venne incaricato di correggere e orchestrare quasi tutta la musica per balletto presentata sul palco dell'Opéra. In questo periodo diventò amico di Benjamin Lumley, direttore dell'His Majesty's Theatre a Londra. Tramite Lumley, Pugni venne in contatto con Jules Perrot, il noto coreografo. Lumley, nel 1843, offrì a Pugni il posto di "Compositore di musica per balletto" all'Her Majesty's Theatre.

### Londra
Gli anni a Londra furono prolifici e ricchi di successi. Pugni produsse un impressionante serie di partiture per i tre grandi coreografi del tempo: Jules Perrot, Arthur Saint-Léon e Paolo Taglioni. Scrisse anche moltissimi pas, variazioni, divertissement e danze aggiuntive. In questo periodo di attività frenetica incontrò e sposò Marion (o Mary Ann) Linton.
La collaborazione Pugni-Perrot fu molto prolifica e piena di successo, sia di pubblico che di critica. Tra i tanti balletti si annoverano: Ondine, Éoline, il Grand pas de quatre e La Esmeralda. La coppia girò anche per l'Europa: fu a Milano e a Berlino nel 1845 per La Esmeralda, nel 1847 a Milano per Catarina ou La fille du bandit e Lalla Rookh, a San Pietroburgo per La Esmeralda.
Per Taglioni Pugni scrisse: Coralia, Théa, Les plaisirs de l'hiver e Les métamorphoses (meglio noto come Satanella).
Per Arthur Saint-Léon Pugni a Parigi scrisse: La vivandière nel 1844, La violon du diable nel 1849 all'Opéra national de Paris e Stella nel 1850.

### Russia
Quando Perrot fu nominato primo maestro di balletto a San Pietroburgo, chiese di avere al suo fianco come compositore di balletti Cesare Pugni. Nel 1850, tagliati tutti i legami con Londra e Parigi, Pugni si trasferì a San Pietroburgo con la moglie e i loro sette figli. Nel 1861, Anton Rubinštejn assunse Pugni per insegnare composizione e contrappunto al nuovissimo Conservatorio di San Pietroburgo, carica che mantenne fino al giorno della morte.
A San Pietroburgo, quando Perrot lasciò la Russia nel 1858, Pugni si trovò a scrivere la musica per balletto dei due grandi coreografi del tempo: prima Arthur Saint-Léon (fino al 1869) e dopo Marius Petipa, per il quale nel 1855 aveva già scritto la musica del divertissement Le stelle di Granada. 

### Gli ultimi anni
Nel 1862 Pugni compose la musica per il balletto di Petipa La figlia del faraone, creato e montato in sole sei settimane per la Prima Ballerina italiana Carolina Rosati. Un altro grande successo fu Il cavallino gobbo creato per Saint-Léon nel 1864. La marcia dal titolo Gente di Russia, tratta dall'ultimo atto di questo balletto, diventò una delle musiche preferite dello Zar Alessandro II.
Pugni diventava sempre più inaffidabile causa il suo alcolismo e la sua passione per il gioco. Petipa iniziò a trovare difficile ottenere della buona musica da lui. Quando gli chiese di comporre il balletto La dalia azzurra Pugni gli consegnava la partitura un poco alla volta; questa poi diventò la prassi. Petipa lo doveva addirittura far sorvegliare per assicurarsi che la musica richiesta venisse scritta. 
Ad ogni modo, Pugni riuscì a scrivere otto nuove partiture tra il 1865 e il 1868 per il Balletto Imperiale, anche se erano soprattutto balletti in un atto e divertissement. Anche Saint-Léon aveva serie difficoltà con Pugni e fu per questo che gli preferì il compositore Ludwig Minkus. L'ultima opera per balletto intero fu Le Roi Candaule nel 1868 per Petipa. Alla fine del 1869 Pugni riuscì a completare a stento la partitura per il balletto in un atto di Petipa Le due stelle. Il 26 gennaio 1870 morì in totale povertà. Fu sepolto nel cimitero romano cattolico Vyborgskoe di San Pietroburgo.
In onore del compositore e per raccogliere fondi per la sua famiglia, fu allestito nel 1870 da Petipa un galà con estratti dai vari lavori di Pugni.

## La musica di Pugni
La maggioranza della musica di Pugni arrivata fino a noi contiene temi presi a prestito da altri compositori. Questa era comunque una pratica in uso in quei tempi per i compositori di musica per il balletto. Essi dovevano infatti adattarsi ai voleri della prima ballerina o del coreografo. Pugni era molto famoso per la velocità con la quale lavorava. Era capace di allestire un intero balletto in una settimana e i divertissement in un giorno e le variazioni per la ballerina in poche ore.
Molte delle partiture di Pugni, soprattutto quelle scritte per i Teatri Imperiali di San Pietroburgo, contenevano passaggi virtuosistici per vari strumenti solisti. Poiché l'orchestra del Teatro Kamennyj includeva molti musicisti talentuosi, Pugni dava loro l'opportunità di mettere in mostra il talento.
Le partiture di Pugni si trovano al Conservatorio di Parigi, nel dipartimento di musica della Biblioteca nazionale di Francia, al Conservatorio di Milano e alla British Library ma soprattutto alla Biblioteca Centrale di Musica di San Pietroburgo, che contiene praticamente tutti i balletti che Pugni scrisse in Russia, comprese le revisioni di altri lavori creati per altri teatri all'estero.

## Composizioni

### Sinfonie
- Sinfonia (1809. La prima composizione all'età di sette anni)
- Sinfonia in RE minore: In morte di Giacomo Zucchi (Milan, 1822)
- Sinfonia in MI minore (composto per il concerto privato di Borromeo)
- Sinfonia in FA maggiore (composto su commissione di Borromeo)
- Sinfonia in RE maggiore (1826 composta per il concerto privato di Carlo Rota)
- Sinfonia in RE maggiore: Sinfonia a canone (La Scala, c. 1830. Con due orchestre, una delle quali suonava alcune battute dopo della prima orchestra)
- Sinfonia in MI maggiore (Milano, c. 1830. "Dedicata a Bonofazio Asioli")
- Sinfonia in LA minore: L'ultima ora di un condannato per opinione (La Scala, c. 1826-1833)
- Sinfonia in tre movimenti (Villa Borghese, San Pietroburgo, 1855). Poema musicale)

### Musica da camera
- Divertimento per violino solo (Milano, 1820)
- Divertimento per flauto solo (Milano, 1821)
- Quartetto in SI bemolle maggiore per clarinetto, violino, viola e violoncello (Milano, c. 1824 "dedicato al genio dilettante Vincenzo Comolli")
- Quartetto in LA minore per clarinetto, violino, viola e violoncello (Milano, c. 1825 "dedicato al genio dilettante Vincenzo Comolli")
- Quartetto in LA minore per flauto, piano, viola e violoncello (Milano, c. 1825. " dedicato al genio dilettante Vincenzo Comolli")
- Quartetto in SI bemolle maggiore per flauto, corno inglese, violino e piano ("composto espressamente per il Signor Dilettante G. Castello")
- Quartetto in MI bemolle maggiore per clarinetto, violino, viola, e violoncello (Milano, "dedicato la genio musicale del dilettante e pubblico contabile Vincenzo Comolli")
- Piccolo trio in DO maggiore per piano, violino e violoncello (San Pietroburgo, c. 1870)
- Serenata in DO minore per viola, violino, e violoncello
- Serenata in RE maggiore per violino, viola obbligata, seconda viola, e violoncello (Milano "dedicato al Conte Giulio Barbò")
- Serenata in MI bemolle maggiore per flauto, corno inglese, clarinetto, due corni e due bassi
- Ottavino in FA maggiore flauto, oboe, basso, due violini, viola, violoncello e basso
- Terzettino in SOL maggiore per due violini e viola (Milano, "dedicato al Signor Giuseppe Rossi")
- Redowa-Polka in LA maggiore per solo violino: Il Carnevale di Milano (Milano, c. 1845)

### Musica sacra
- Messa per due tenori e un basso, con violino, corno inglese, tre viole, due violoncelli e un doppio basso (Milano, 1827)
- Messa per grande arrangiamento vocale e strumentale (Correggio, 1831. Il pezzo venne iscritto a un concorso per una rappresentazioni in onore del giubileo del grande violinista Bonofazio Asioli, concorso che Pugni vinse gareggiando con compositori quali Gaetano Donizetti e Saverio Mercadante)
- Messa per solo tenore, molti bassi e il coro della Scala (Bologna, Basilica di Santa Maria dei Servi, ottobre 1832 - novembre 1833)
- Kyrie e Gloria
- Messa e Kyrie e Gloria per tre solisti, coro e orchestra
- Magnificat in MI maggiore per due tenori, due bassi e orchestra

### Opere liriche
- Il disertore svizzero, ossia La nostalgia (melodramma semiserio in 2 atti. Libretto di Felice Romani). La Cannobiana, Milano 28 maggio 1831. Dedicato "A Sua Eccellenza Il Signor Duca Carlo Visconti di Modrone".
- La vendetta (melodramma tragico in 2 atti. Libretto di Callisto Bassi). Teatro alla Scala, Milano. 11 febbraio 1832.
- Ricciarda di Edimburgo (melodramma serio in 2 atti. Libretto di Callisto Bassi). Teatro Grande, poi Teatro Verdi (Trieste). 29 settembre 1832.
- L'imboscata adattamento del lavoro originale di Thaddäus Weigl (melodramma buffo in 3 atti. Libretto di Luigi Romanelli). Teatro della Cannobiana, Milano. 3 aprile 1833.
- Il carrozzino da vendere (melodramma buffo in 1 atto. Libretto di Callisto Bassi. La Cannobiana, Milano. 29 giugno 1833. La cantata Inno alla beneficenza fu eseguita nella stessa occasione.
- Il contrabbandiere (melodramma buffo in 2 atti. Libretto di Felice Romani). La Cannobiana, Milano. 13 giugno 1833.
- Un episodio del San Michele (melodramma giocoso in 2 atti. Libretto di Felice Romani). La Cannobiana, Milano. 14 giugno 1834.

### Cantate
- Ai passi erranti
- Senza titolo, composto per Ennio Pouchard e la signora Serda. Casino Paganini, Parigi. 25 novembre 1837.
- La Toussaint (parole di Joseph Méry). Originalmente composto per l'inaugurazione del Casino Paganini.
- Inno alla beneficenza (parole di Felice Romani). La Scala, Milano, 29 giugno 1833.
- Ode lirica (parole di John Oxenford). His Majesty's Theatre, Londra. 25 febbraio 1847. Eseguita da Sanchioli Gardoni Bouché in occasione della rappresentazione "per raccolta fondi per i popoli irlandesi e scozzesi"

### Balletti

#### Teatro alla Scala, Milano
- Il castello di Kenilworth. Coreografia di Gaetano Gioja. 26 aprile 1825.
- Elerz e Zulmida. Coreografia di Louis Henri. 6 maggio 1826.
- L'assedio di Calais. Coreografia di L. Henri. 15 febbraio 1827.
- Pelia e Mileto. Coreografia di Salvatore Taglioni. 28 maggio 1827.
- Don Eutichio della Castagna, ossia La Casa disabitata. Coreografia di S. Taglioni. 16 agosto 1827.
- Agamennone. Coreografia di Giovanni Galzerani. 1º settembre 1828.
- Adelaide di Francia. Coreografia di L. Henri. 26 dicembre 1829.
- Macbeth. Coreografia di L. Henri. 20 febbraio 1830.
- William Tell. Coreografia di L. Henri. 20 febbraio 1833.
- Monsieur de Chalumeaux. Coreografia di G. Galzerani. 14 gennaio 1834.

#### His Majesty's Theatre, Londra
- L'aurore. Coreografia di Jules Perrot. 11 marzo 1843.
- Les houris. Coreografia di J. Perrot. 27 aprile 1843.
- Ondine. Coreografia di J. Perrot e Fanny Cerrito (per il Pas de six). 22 giugno 1843.
- Hamlet. Coreografia di J. Perrot. 1843 mai rappresentata.
- Le délire d'un peintre. Coreografia di J. Perrot. 3 agosto 1843.
- La Esmeralda. Coreografia di J. Perrot. 9 marzo 1844.
- Myrtelde, ou La nymphe et le papillon. Coreografia di J. Perrot. 1844 mai rappresentata.
- La polka Coreografia di J. Perrot. 11 aprile 1844.
- La Vivandière. Coreografia di Arthur Saint-Léon e F. Cerrito. 23 maggio 1844.
- Zélia, or La nymphe de Diane. Coreografia di J. Perrot. 25 giugno 25, 1844.
- La paysanne Gree Dame. Coreografia di J. Perrot. 25 luglio 1844.
- Jeanne d'Arc. Coreografia di J. Perrot. 1844 mai rappresentata.
- Éoline, ou La dryade. Coreografia di J. Perrot. 8 marzo 1845.
- Kaya, ou L'amour voyageur. Coreografia di J. Perrot. 17 aprile 1845.
- La bacchante. Coreografia di J. Perrot. 1º maggio 1845.
- Rosida, ou Les mines de Syracuse. Coreografia di A. Saint-Léon e F. Cerrito. 29 maggio 1845.
- Pas de quatre (divertissement). Coreografia di J. Perrot. 12 luglio 1845.
- Diane. Coreografia di J. Perrot. 24 luglio 1845.
- Catarina, ou La Fille du Bandit. Coreografia di J. Perrot. 3 marzo 1846.
- Lalla Rookh. Coreografia di J. Perrot. 11 giugno 1846. La musica per il secondo e il terzo quadro contiene passaggi dall'Ode symphonique di Félicien David.
- Le jugement de Paris. Coreografia di Perrot. 23 luglio 1846.
- Coralia, ou Le Chevalier inconstant. Coreografia di Paolo Taglioni. 16 febbraio 1847.
- Méphistophéla. Coreografia di P. Taglioni. 1847 mai rappresentata.
- Théa, ou Le fée aux fleaus. Coreografia di P. Taglioni. 18 marzo 1847.
- Orinthia, ou Le camp des Amaones. coreografia di P. Taglioni. 15 aprile 1847.
- Le eléments. Coreografia di J. Perrot. 26 giugno 1847. Musica composta con Giovanni Bajetti.
- Fiorita et la reine des elfrides. Coreografia di P. Taglioni. 19 febbraio 1848.
- Les quatre saisons. Coreografia di J. Perrot. 13 giugno 1848.
- Electra, ou La Pléiade perdue. Coreografia di P. Taglioni. 17 aprile 1849.
- La prima ballerina, ou L'embuscade. Coreografia di P. Taglioni. 14 giugno 1849.
- Les plaisirs de l'hiver, ou Les patineurs. Coreografia di P. Taglioni. 5 luglio 1848.
- Les métamorphoses. Coreografia di P. Taglioni. 12 marzo 1850.
- Les graces. Coreografia di P. Taglioni. 2 maggio 1850.
- Les délices du sérail. Coreografia di Louis François Gosselin. 15 luglio 1850.

#### Teatro Imperiale Bol'šoj Kamennyj, San Pietroburgo
- La guerre des femmes, ou Les Amazons du neuvième siecle. Coreografia di Jules Perrot. 23 novembre 1852, (calendario giuliano 11 novembre).
- Gazelda, ou Les Tziganes. Coreografia di Jules Perrot. 24 febbraio 1853(calendario giuliano 12 febbraio).
- Marcobomba. Coreografia di Jules Perrot, Marius e Jean Petipa. 5 dicembre 1854 (calendario giuliano 23 novembre).
- Armida. Coreografia di Jules Perrot. 20 novembre 1855(calendario giuliano 8 novembre).
- La débutante. Coreografia di Jules Perrot. 29 gennaio 1857(calendario giuliano 17 gennaio).
- La petite marchande de bouquets. Coreografia di Jules Perrot e Marius Petipa. 19 febbraio 1857 (calendario giuliano 7 febbraio).
- L'ile des muets. Coreografia di Jules Perrot. Musica di Pugni e Théodore Labarre. 19 febbraio 1857 (calendario giuliano 7 febbraio).
- Un mariage sous la Régence. Coreografia di Marius Petipa. 30 dicembre 1858 (calendario giuliano 18 dicembre).
- Le marché des parisien. Coreografia di Marius Petipa. 5 maggio 1859 (calendario giuliano 23 aprile).
- Le dahlia bleu. Coreografia di Marius Petipa. 12 maggio 1860 (calendario giuliano 30 aprile).
- Graziela, ou Les Dépits amoureux. Coreografia di Arthur Saint-Léon. 23 dicembre 1860 (calendario giuliano 11 dicembre).
- Les nymphes et le satyre. Coreografia di Arthur Saint-Léon. 15 settembre 1861 (calendario giuliano 3 settembre).
- La figlia del faraone. Coreografia di Marius Petipa. 30 gennaio 1862 (calendario giuliano 18 gennaio).
- La belle du Liban, ou L'esprit des montagnes. Coreografia di Marius Petipa. 24 dicembre 1863 (calendario giuliano 12 dicembre).
- Il cavallino gobbo. Coreografia di Arthur Saint-Léon. 15 dicembre 1864 (calendario giuliano 3 dicembre).
- The Traveling Dancer. Coreografia di Marius Petipa. 16 novembre 1864 (calendario giuliano 4 novembre).
- Florida. Coreografia di Marius Petipa. 1º febbraio 1866 (calendario giuliano 20 gennaio).
- Le Roi Candaule. Coreografia di Marius Petipa. 29 ottobre 1868 (calendario giuliano 17 ottobre).
- The Due Stars. Coreografia di Marius Petipa. 11 febbraio 1869 (calendario giuliano 30 gennaio).

#### Altri luoghi in Russia
- L'étoile de Grenade. Coreografia di Marius Petipa. Palazzo della Granduchessa Elena Pavlovna. 21 gennaio 1855 (calendario giuliano 9 gennaio).
- Terpsichore. Coreografia di Marius Petipa. Teatro imperiale di Carskoe Selo. 27 novembre 1861 (calendario giuliano 15 novembre).
- Titania. Coreografia di Marius Petipa. Palazzo della Granduchessa Elena Pavlovna. 30 novembre 1866 (calendario giuliano18 novembre).
- L'amour bienfaiteur. Coreografia di Marius Petipa. Teatro della scuola di balletto imperiale. 18 marzo 1868 (calendario giuliano 6 marzo).
- L'esclave. Coreografia di Marius Petipa. Teatro dell'Ermitage. 9 maggio 1868 (calendario giuliano 27 aprile).

#### Adattamenti dei suoi lavori per il Teatro imperiale “Bol'šoj Kamennyj” a San Pietroburgo
- La Esmeralda. Coreografia di J. Perrot, Marius Petipa e Fanny Elssler. 2 gennaio 1849 (calendario giuliano 21 |dicembre 21 1848).
- La Naïade et le pêcheur (revival di Ondine, ou La Naïade). Coreografia di J. Perrot. 11 febbraio 1851 (calendario giuliano 30 gennaio).
- Le jugement de Paris. Coreografia di J. Perrot. 18 febbraio 1851 (calendario giuliano 6 febbraio).
- Markitenka (revival de La Vivandière). Coreografia di J. Perrot da A. Saint-Léon. 25 dicembre 1855 (calendario giuliano 13 dicembre).
- La fille du marbre (revival di Alma). Coreografia di J. Perrot. Musica di M. Costa. 19 febbraio 1856 (calendario giuliano 7 febbraio).
- Éoline, ou la Dryade. Coreografia di J. Perrot. 16 novembre 1858 (calendario giuliano 4 novembre).

#### Adattamenti di altre partiture di altri compositori per il teatro Imperiale Bol'šoj Kamennyj, San Pietroburgo
- Vert-Vert. Coreografia di Joseph Mazilier. Musica di Edouard Deldevez e Jean-Baptiste Tolbecque. 20 gennaio 1852 (calendario giuliano 8 gennaio).
- Léda, ou la laitière suisse. Coreografia di J. Perrot, M. Petipa e Jean Petipa da Filippo Taglioni. Musica di Adalbert Gyrowetz e Michele Carafa. 20 dicembre 1849 (calendario giuliano 8 dicembre).
- L'élève des fées (revival de La Filleule des fées). Coreografia di J. Perrot. musica di Adolphe Adam e Clémence, Comte de Saint-Julien. 24 febbraio 1850 (calendario giuliano 12 febbraio).
- La femme volontaire (revival di Le Diable à quatre). Coreografia di J. Perrot da J. Mazilier. Musica di Adolphe Adam. 26 novembre 1850 (calendario giuliano 14 novembre).
- La belle flamee (revival of La Jolie Fille du Gand). Coreografia di J. Mazilier da Albert Decombe. Musica di Adolphe Adam. 5 novembre 1851 (calendario giuliano 25 ottobre).
- Faust. Coreografia di J. Perrot. musica di Giacomo Panizza. 14 febbraio 1854 (calendario giuliano 2 febbraio).
- Le corsaire. Coreografia di Perrot e M. Petipa da J. Mazilier. Musica di Adolphe Adam. 24 gennaio 1858 (calendario giuliano 12 gennaio).
- Robert et Bertre, ou Les deux voleurs. Coreografia di Feliks Kšesinskij da François Hoguet. Musica di Herman Schmidt. 11 maggio 1858 (calendario giuliano 25 aprile).
- Jovita, ou Les bouacniers. Coreografia di A. Saint-Léon da J. Mazilier. Musica di Théodore Labarre. 27 settembre 1859 (calendario giuliano 15 settembre).
- Saltarello, ou La dansomanie. Coreografia e musica di A. Saint-Léon. 20 ottobre 1859 (calendario giuliano 8 ottobre).
- Pâquerette. Coreografia di A. Saint-Léon. Musica di François Benoist. 28 gennaio 1860 (calendario giuliano 9 febbraio).
- La perle de Séville. Coreografia di A. Saint-Léon. Musica di Santos Pinto. 5 febbraio 1861(calendario giuliano 24 gennaio).
- Météora, ou Les étoiles de Greville. Coreografia di A. Saint-Léon. Musica di Santos Pinto. 7 marzo 1861 (calendario giuliano 23 febbraio).
- Théolinda l'orpheline (revival di Le Lutin de la vallée). Coreografia di A. Saint-Léon. Musica di Eugène Gautier. 18 dicembre 1862 (calendario giuliano 6 dicembre).
- La Basilic. Coreografia di A. Saint-Léon. Musica di Massimiliano Graziani. 16 febbraio 1869 (calendario giuliano 4 febbraio).

#### Lavori originali prodotti sulla musica di Pugni senza un suo diretto coinvolgimento
- Zoloe. Coreografia di Pasquale Borri. Pasticcio creato da un anonimo dalle arie di Pugni. Teatro di San Carlo, Napoli. Circa 1852.
- Lucilla. Coreografia di P. Borri. Pastiche di Paolo Giorza dalle arie di Pugni. Teatro La Fenice, Venezia. Circa 1855-1856.
- Les espiègles de l'amour . Coreografia di Lev Ivanov. Pastiche di Aleksandr Fridman dalle arie di Pugni. 23 novembre 1890. (calendario giuliano 11 novembre).
- Les dryades prétendues. Coreografia di Pavel Gerdt. Musica adattata da Riccardo Drigo dalla partitura di Pugni del 1845 per il balletto di Perrot Éoline, ou La Dryade. Teatro Imperiale del Palazzo Mikhailovsky Palace. 23 aprile 1899 (calendario giuliano 11 aprile).